# Seacroft

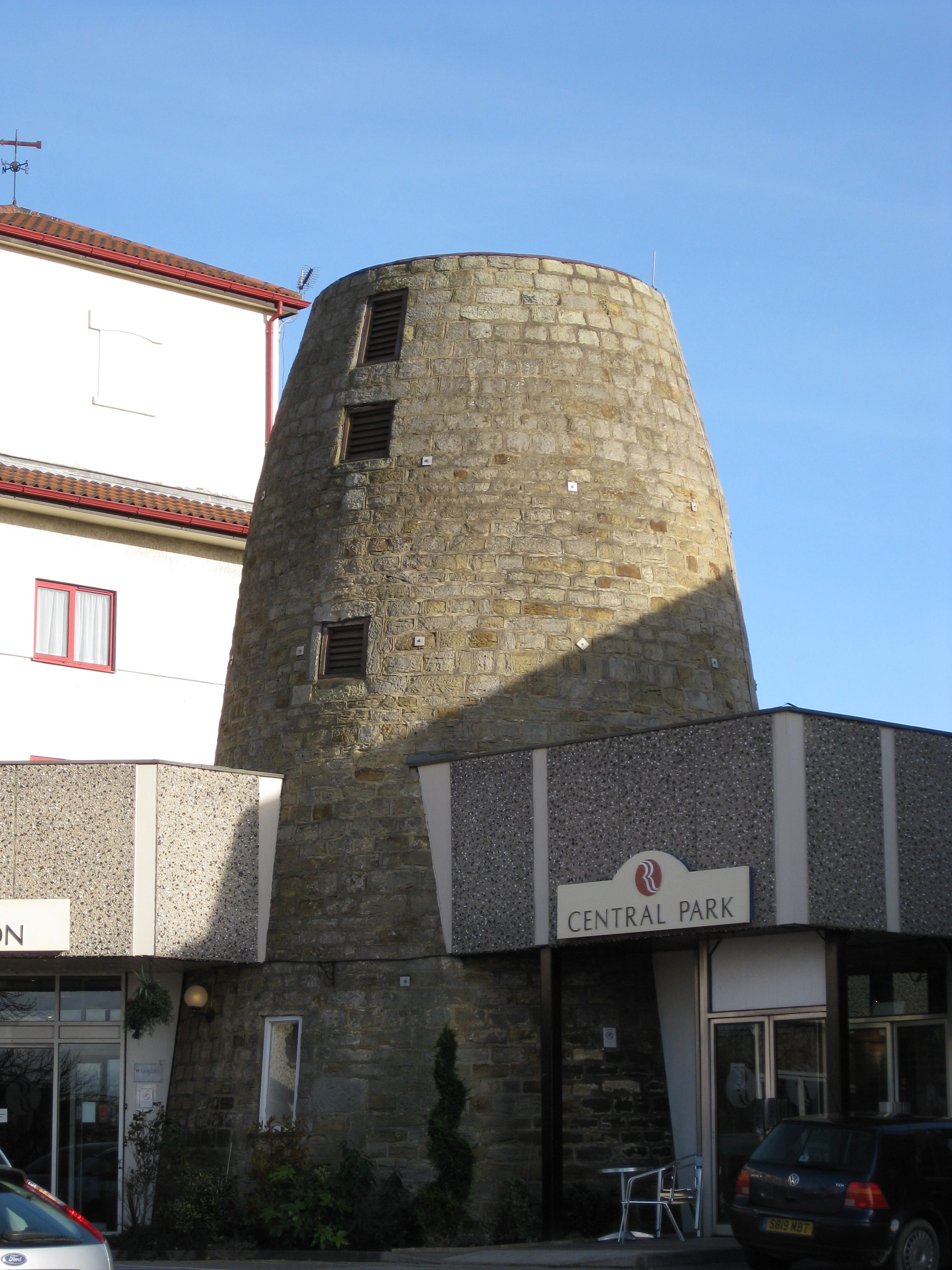
Moinho de vento de Seacroft, agora um hotel

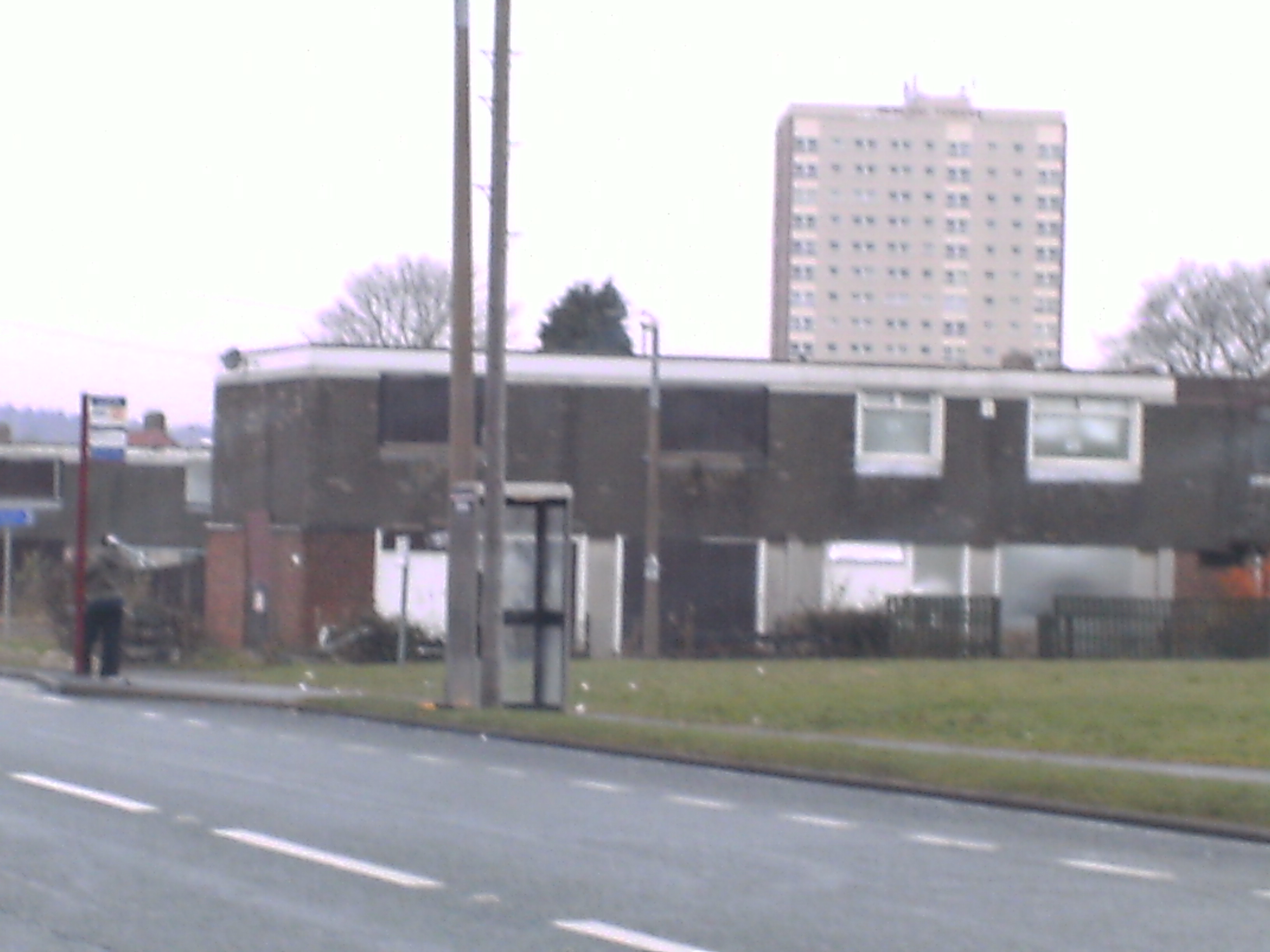
Casas abandonadas em South Parkway

Seacroft é um subúrbio nos arredores de Leeds, West Yorkshire, Reino Unido. A área foi construída principalmente na década de 1950, em torno do ex-Seacroft Green. Tem uma população de aproximadamente 18 mil habitantes. Sofre de privação e uma elevada taxa de criminalidade, desemprego e analfabetismo. Nos anos 1960, o Centro Cívico Seacroft foi construído, mas foi demolido em 1999 e substituído pelo Shopping Center Seacroft Green, que contém uma grande loja da Tesco. O shopping tem uma estação de ônibus com rotas para Leeds, Wetherby, Harrogate e outros subúrbios.